# فجل تشونغاك
فجل تشونغاك أو فجل تشونغاكمو (الاسم العلمي: )، ويُسمى أيضًا فجل ذيل الحصان ، هو ضرب من الفجل الأبيض. وهو فجل صغير ذو جذور دقيقة عديدة؛ ويُستخدم النبات بالكامل، بما في ذلك الأوراق والسيقان، في المطبخ الكوري.

## الأسماء وأصولها
كلمة تشونغاكمو chonggakmu (총각무) كورية الأصل هي مركبة من تشونغاك chonggak (총각، "أعزب") وmu (무، "فجل"). في كوريا القديمة، كان الرجال والفتيان غير المتزوجين يربطون شعرهم في ضفيرة طويلة، بينما كان الرجال البالغون المتزوجون يربطون شعرهم في سَنْغتو sangtu، وهي عقدة في أعلى الرأس. في يوم احتفال بلوغ سن الرشد، تُفك ضفيرة الصبي وتحويل أولاً إلى تشونغاك chonggak، وهي عقدة مزدوجة تشبه القرن، قبل فكها مرة أخرى وتحويلها إلى سَنْغتو sangtu. نظرًا لأن شكل فجل تونغاك chonggak يشبه شكل شعر تشونغاك chonggak، فقد أصبح يُطلق على هذا الضرب من الفجل اسم فجل تشونغاك.

## الوصف

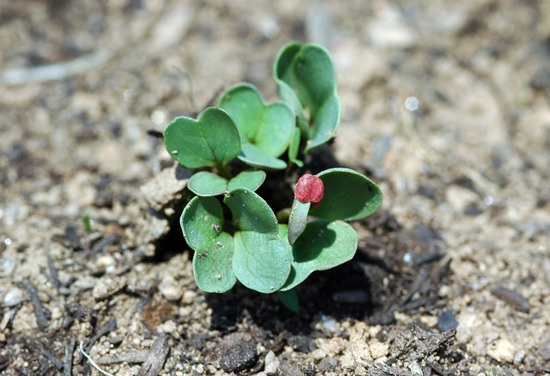
فجل تشونغاك متشطأ

يبلغ وزن الجذور الرئيسية للفجل 60-80 غرامًا (2.1-2.8 أونصة)، وهي أصغر من الفجل الكوري العادي بحوالي عشرة إلى ثلاثة عشر مرة. الجزء العلوي من الجذور عبارة عن سيقان تحت الأرض، تنمو منها الأوراق البيضاوية الطويلة. يبلغ طول الجذور 8-9 سنتيمترات (3.1-3.5 بوصة) ويبلغ طول الجذور 2-3 سنتيمترات (0.79-1.18 بوصة).

## الاستخدام في المطبخ
تُجفف أوراق الفجل، التي تسمى مُتشيونغ mucheong، لصنع سِرَيغي siraegi أو تُستخدم طازجة في الطهي. غالبًا ما يُستخدم فجل تشونغاك الكامل أو المقطع إلى نصفين أو أرباع رأسيًا مع الأوراق والسيقان لصنع الكيمتشي، المسمى تشونغاك- كيمتشي chonggak-kimchi، مع توابل مماثلة لتلك الموجودة في ككاكدوغي kkakdugi (كيمتشي الفجل). يمكن أيضًا استخدام فجل تشونغاك لصنع دونغتشيمي dongchimi، وهو حساء شتوي من كيمتشي فجل.

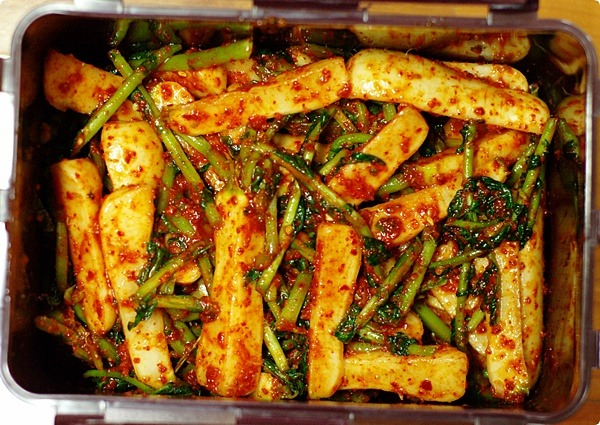
كيمتشي فجل تشونغاك )
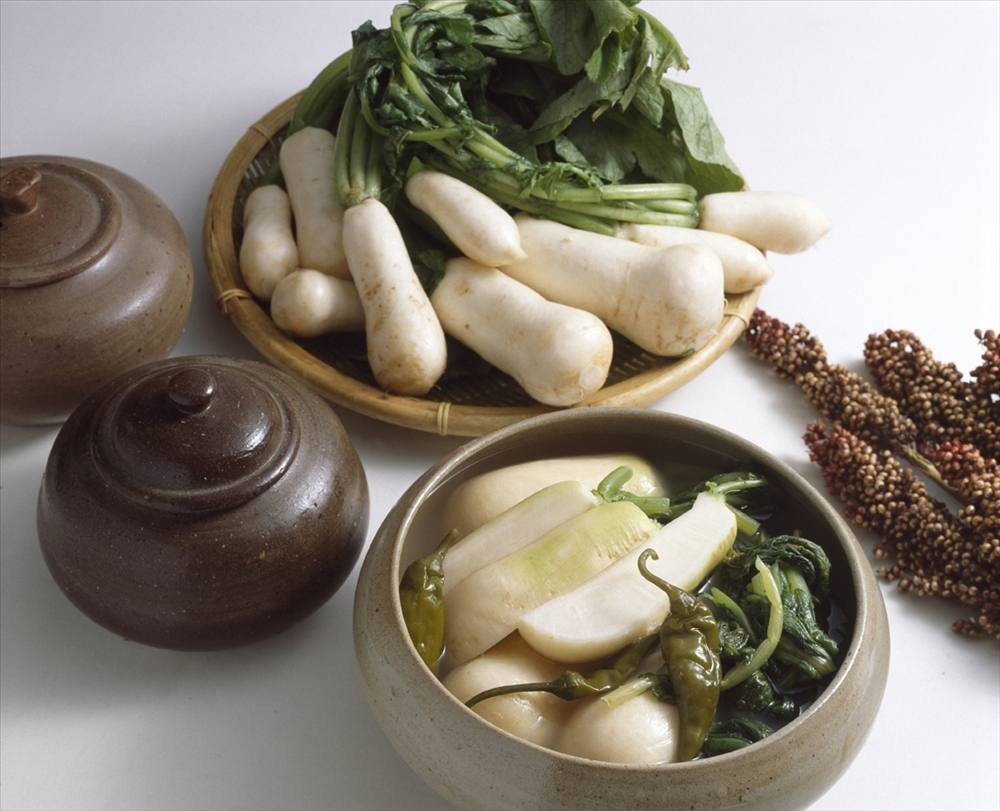
"دونغتشيمي" (كيمتشي ماء الفجل) مصنوع من فجل تشونغاك